# 馬祭り

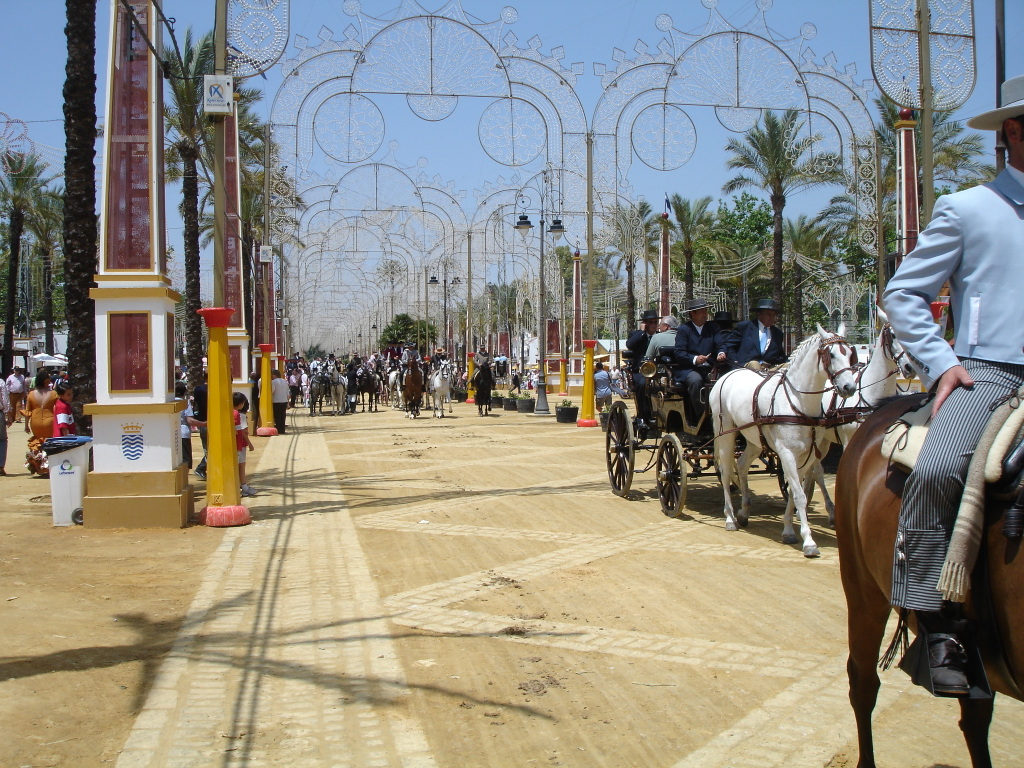
フェリア会場（昼間）

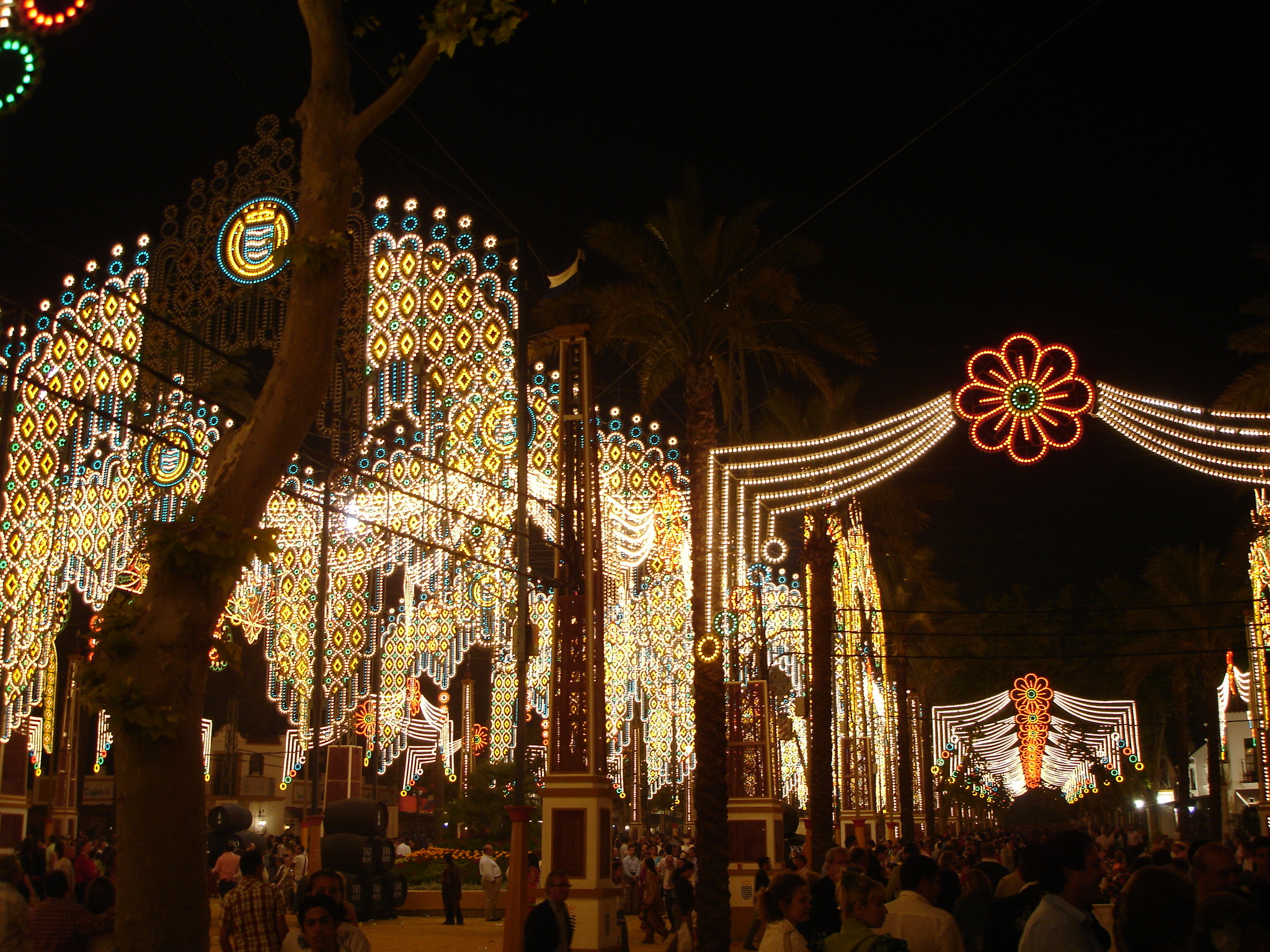
フェリア会場（夜間）

馬祭り (うままつり、スペイン語: Feria del Caballo)はスペインアンダルシア州カディス県ヘレス・デ・ラ・フロンテーラ市内で春に行われる乗馬の祭りである。

## 概要
馬祭りはスペインアンダルシア州カディス県ヘレス・デ・ラ・フロンテーラ市内で春、聖週間のあとしばらくして行われる乗馬の祭りである。ヘレス一帯はアンダルシア馬の飼育が盛んで、市内に王立アンダルシア馬術学校もあり、この祭りの一週間に 馬に乗り会場を練り歩いたり、飾りを付けた馬に引かれた馬車に乗ったり、フラメンコの衣装に気飾った女性たちも歩いたりして、夜間は電飾が施され、会場には軽食をする店が軒をならべている 。

## 会場
会場は市内のお祭り会場（Recinto Ferial）で行われている。

## ギャラリー

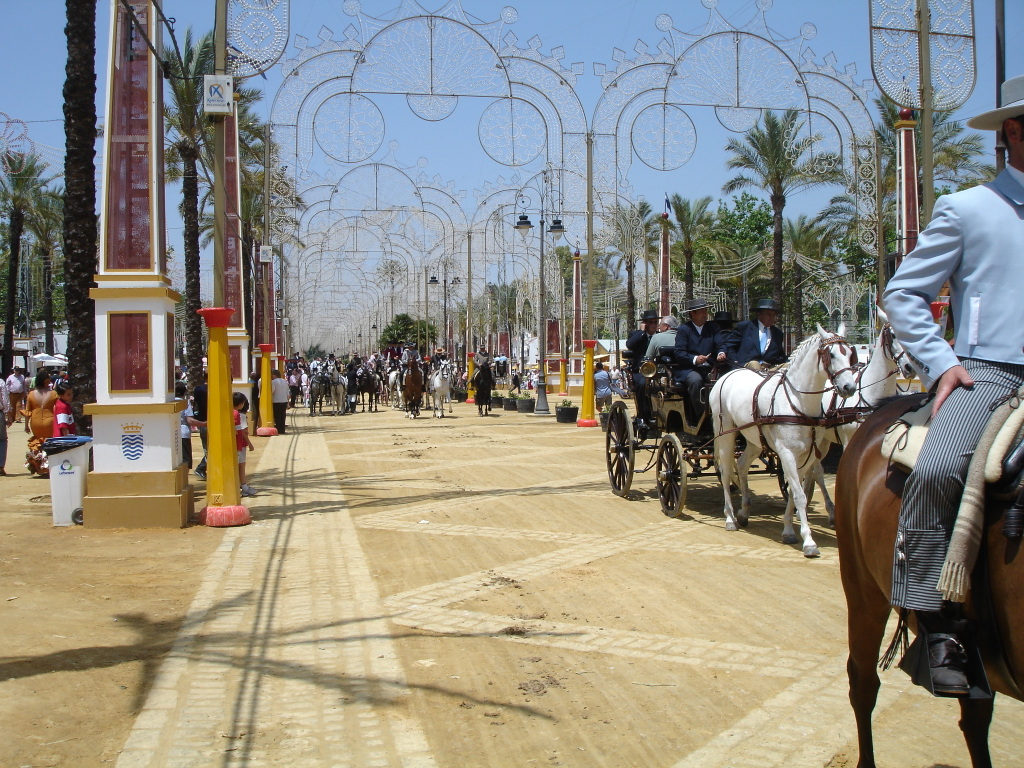
馬のパレード
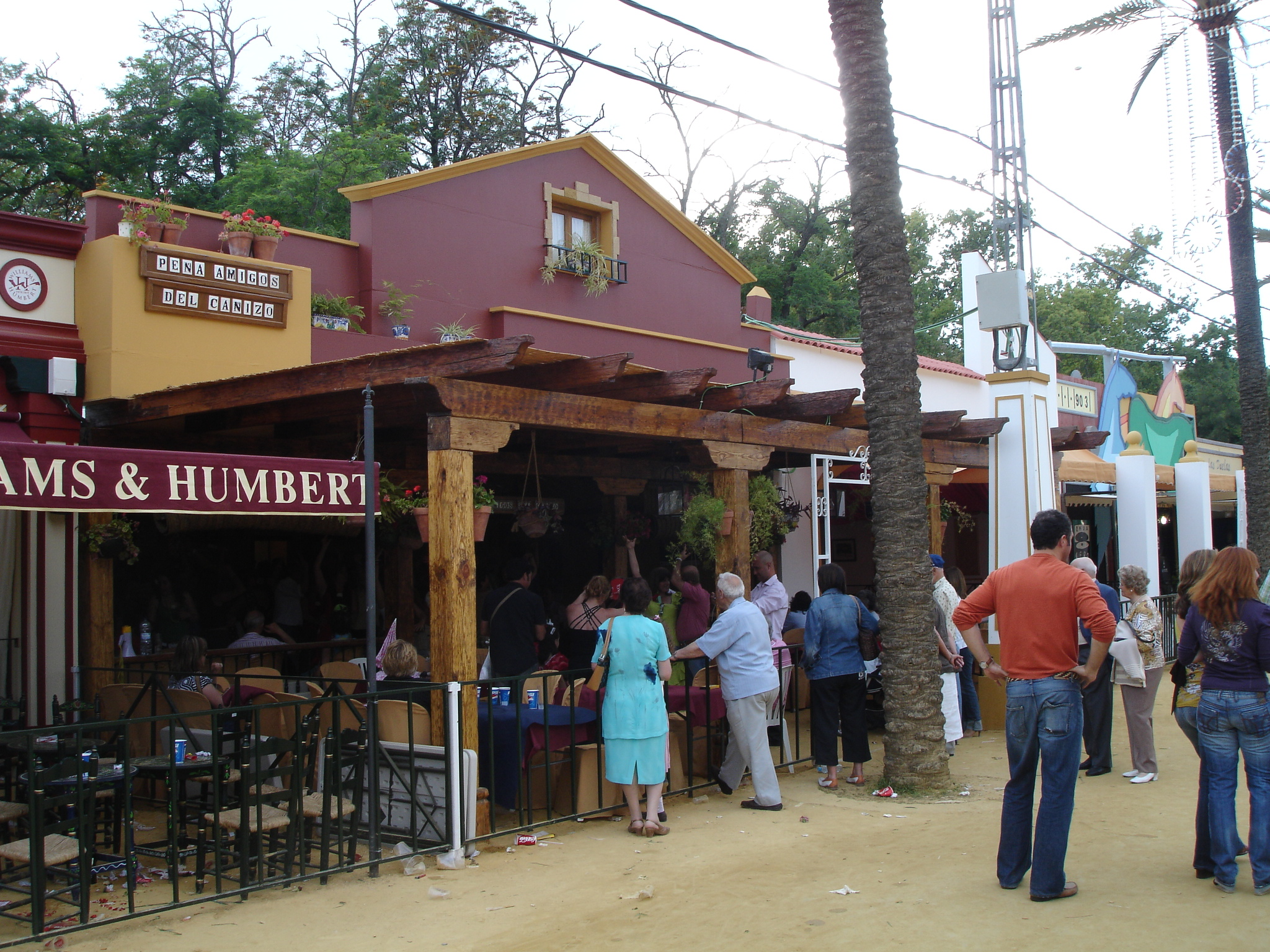
スタンド
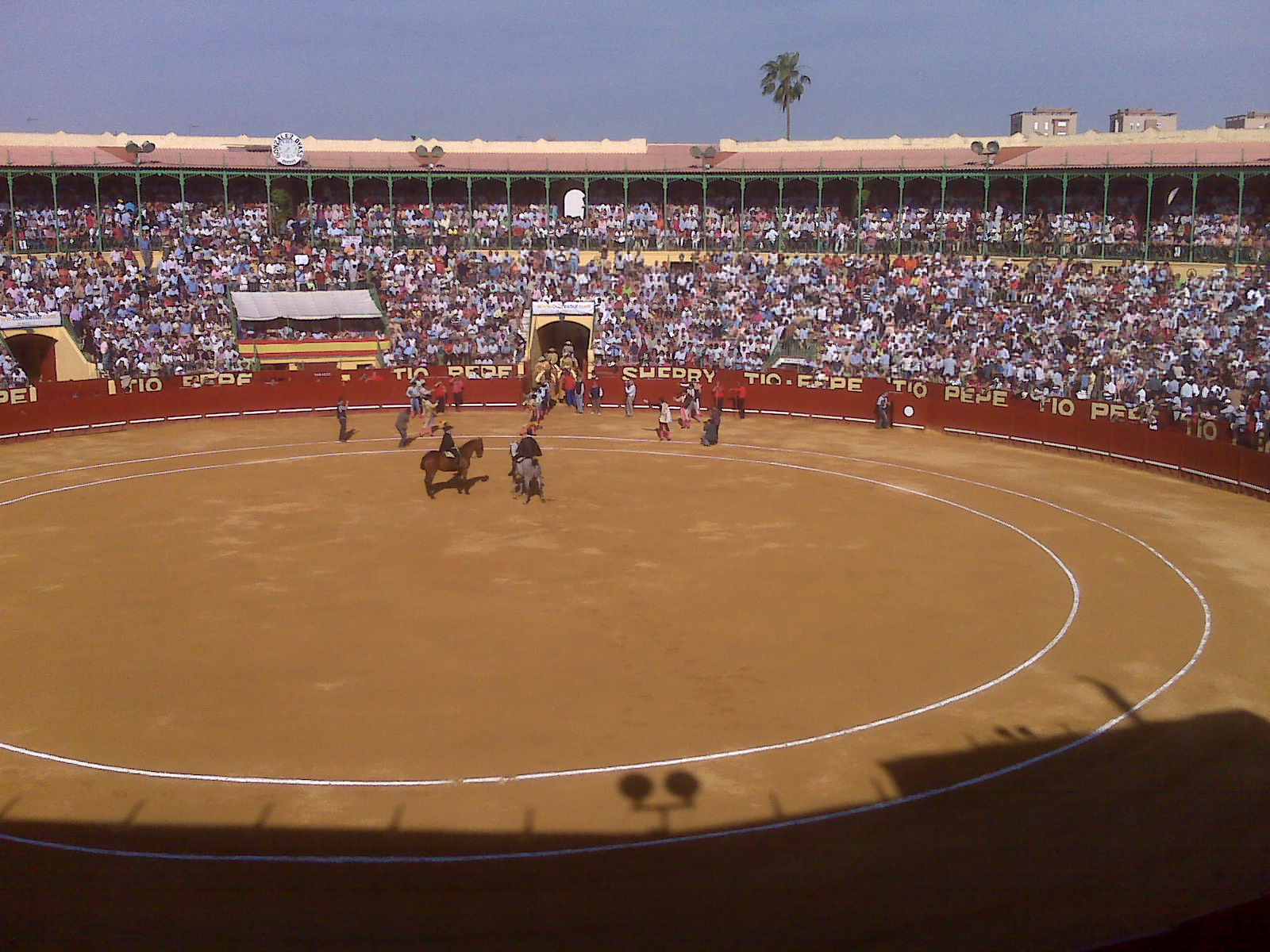
闘牛
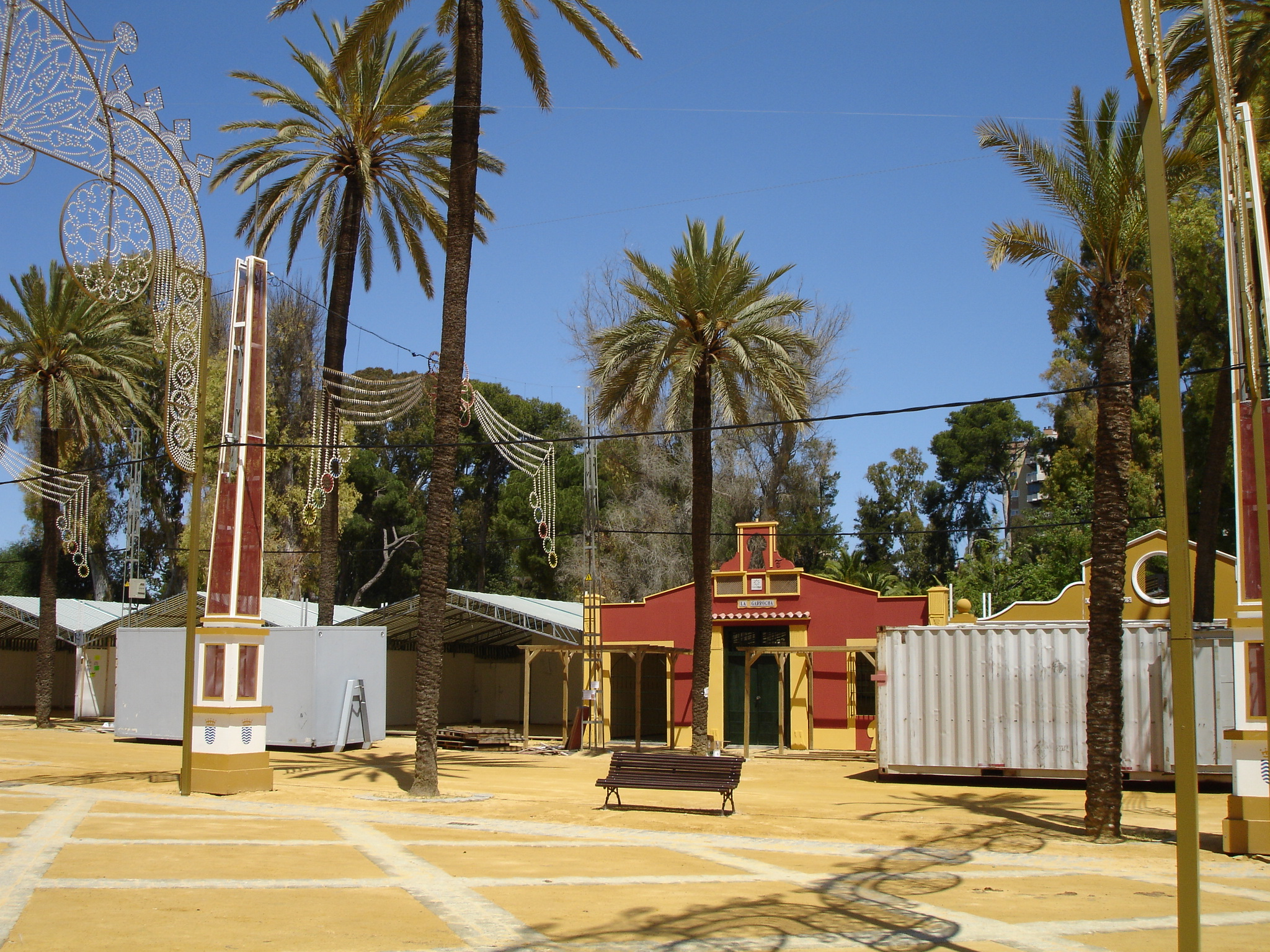
ブースの建築

## 参照項目
- ヘレス・デ・ラ・フロンテーラの名所と祭り
- アンダルシア馬
- 王立アンダルシア馬術学校